# Бассейн (фильм, 1969)
«Бассейн» (фр. La Piscine) — детективный художественный фильм режиссёра Жака Дере.

## Сюжет
Писатель Жан-Поль Леруа и его подруга Марианна замечательно проводят летний отпуск в Сен-Тропе на принадлежащей их друзьям великолепной вилле с большим бассейном. Неожиданно им звонит давний друг Жан-Поля Гарри Ланнье. Он путешествует по Лазурному Берегу в направлении Милана в сопровождении своей 18-летней дочери Пенелопы. Марианна была возлюбленной Гарри до знакомства с Жаном-Полем. О том, что у Гарри есть дочь, никто и не подозревал. Марианна приглашает Гарри с дочерью отдохнуть на вилле.
Постепенно в отношениях между постояльцами виллы нарастает напряжение, вылившееся в ночную ссору между мужчинами у бассейна. В порыве злобы Жан-Поль, переживающий не лучший момент своей писательской карьеры и ревниво относящийся к прошлому Марианны и Гарри, неожиданно топит подвыпившего Гарри в бассейне, а затем выдаёт произошедшее за несчастный случай. Полиция поначалу признаёт смерть Гарри несчастным случаем, но позднее после похорон Гарри на вилле с целью проведения дополнительного расследования появляется инспектор Левек, обнаруживший некоторые противоречия в материалах следствия. Гарри был неплохим пловцом и почему-то купался в бассейне, не сняв дорогих часов. Его обнаруженная у бассейна одежда абсолютно чистая и отглаженная, хотя он провёл в ней весь день. Инспектор делает вывод, что Гарри столкнули в бассейн и утопили.
Марианна подозревает в смерти Гарри своего любовника Жан-Поля, но скрывает свои подозрения от инспектора. Она вызывает Жан-Поля на откровенный разговор и заставляет признаться в убийстве Гарри. В отсутствие улик инспектор Левек вынужден закончить расследование. Пенелопа улетает к своей матери в Швейцарию и в аэропорту просит Марианну рассказать правду о смерти отца, но Марианна настаивает на версии несчастного случая. Жан-Поль и Марианна также решают покинуть виллу. В день отъезда Марианна внезапно отказывается сесть в машину Жан-Поля и пытается вызвать для себя такси. Жан-Поль нажимает на рычаг телефона, прерывая этот звонок. В последних кадрах фильма Марианна и Жан-Поль обнявшись стоят у окна виллы с видом на бассейн.
На лицензионном DVD фильм в России выпустила фирма «CP Digital».

## В ролях
- Ален Делон — Жан-Поль
- Роми Шнайдер — Марианна
- Морис Роне — Гарри
- Джейн Биркин — Пенелопа, дочь Гарри
- Поль Кроше — инспектор Левек

## Съёмки
Это был первый из девяти фильмов, которые Делон и режиссёр Жак Дере сняли вместе.
Съемки начались 19 августа и закончились 19 октября 1968 года .
Французский дизайнер Андре Курреж стал автором множества индивидуальных вещей для фильма, в том числе создал купальники, которые носили Шнайдер и Биркин .
Фильм ознаменовал собой экранное воссоединение «пары-мифа» Алена Делона и Роми Шнайдер. Шнайдер пережила тяжёлое расставание с Делоном за пару лет до этого (в 1964 году), вышла замуж за немецкого режиссера и актера Гарри Мейена, и у неё был ребёнок.
Делон попросил режиссёра пригласить Роми Шнайдер на главную роль и во время съёмок настойчиво пытался помириться с ней.
Несмотря на отказы Роми Шнайдер забыть о разрыве, их общая история и эмоциональная связь выплеснулись на экран, придав фильму первозданную подлинность.
Во время съёмок фильма произошёл трагический случай. Тело Стевана Марковича, телохранителя Делона, было обнаружено 1 октября 1968 года на общественной свалке в деревне Эланкур, Ивелин. Он был убит, но дело так и не было раскрыто.

## Реставрация
В 2021 году появилась информация о перевыпуске картины в США в 4К-разрешении. Было объявлено об эксклюзивных показах отреставрированной версии в нью-йоркском кинотеатре Film Forum и последующем широком американском прокате.
В феврале 2025 года компания «Иноекино» анонсировала выпуск в российский прокат версии киноленты в 4К-реставрации 2021 года. Фильм будет демонстрироваться в двух вариантах: на французском языке с русскими субтитрами и с новым закадровым переводом.